# Miami Fusion
Miami Fusion byl americký fotbalový klub z floridského Fort Lauderdale, který od roku 1998 do roku 2001 hrál Major League Soccer.

## Historie
Vedení Major League Soccer v roce 1997 oznámilo, že na jižní Floridu umístí jeden ze dvou nových týmů. Podnikatel z Miami Ken Horowitz, jeden z prvních investorů MLS, se stal vlastníkem tohoto týmu. Tým byl nakonec pojmenován Miami Fusion, v MLS působil od roku 1998 a hrál na Lockhart Stadium, který byl prvním stadionem ve Státech, který sloužil pouze pro fotbalová utkání. První sezonu v MLS rozjeli s hvězdným Carlosem Valderramou domácím utkáním proti D.C. United před 20 450 diváky. Nadšení fanoušků ale postupem času opadalo, na konci sezony klesla návštěvnost na 10 284. Fusion další dva roky bojovali na hřišti i mimo něj. Největší hvězda týmu Carlos Valderrama byla poslána zpátky do Tampa Bay Mutiny, v průběhu sezony 2000 se změnil i kouč. V roce 2001 se ale tým výrazně zlepšil a dokázal vyhrát základní část a získal tak svůj historicky jediný pohár – MLS Supporters' Shield. Zlepšila se i návštěvnost, narostla na 11 177. Majitel Horowitz ale začínal mít problémy s financemi. Navzdory zlepšení tým zaznamenal nejnižší příjmy ze vstupenek a od sponzorů. Během prvních pěti let existence MLS zaznamenala ztráty kolem 250 milionů dolarů. To vedení MLS přimělo ke škrtům v rozpočtu. V průběhu zimní přestávky 2000/2001 kolovaly zvěsti, že počet týmů by měl být snížen z 12 na 10 a jedním z těch týmů by měl být Fusion. Zvěsti se ukázaly pravdivé, Fusion byly společně s dalším floridským týmem, Tampou Bay Mutiny, z ligy vyřazeni.

## Umístění v jednotlivých sezonách
| Major League Soccer (1998 – 2001) |    |    |     |    |      |                     |               |             |
| Sezóna                            | Z  | V  | R   | P  | Body | Pozice (konf./liga) | Play-off      | Pohár       |
| 1998                              | 32 | 10 | 5/0 | 17 | 35   | 4. / 8.             | Semifinále VK | Čtvrtfinále |
| 1999                              | 32 | 8  | 5/7 | 15 | 29   | 4. / 9.             | Semifinále VK | —           |
| 2000                              | 32 | 12 | 5   | 15 | 41   | 3. / 9.             | —             | Finále      |
| 2001                              | 26 | 16 | 5   | 5  | 53   | 1. / 1.             | Semifinále    | Osmifinále  |